# Залесье (Петриковский район)
Залесье (бел. Залессе) — деревня в Челющевичском сельсовете Петриковского района Гомельской области Беларуси.

## География

### Расположение
В 32 км на северо-восток от Петрикова, 18 км от железнодорожной станции Муляровка (на линии Лунинец — Калинковичи), 186 км от Гомеля.

## Транспортная сеть
Рядом автодорога Комаровичи — Копаткевичи. Планировка состоит из прямолинейной улицы близкой к меридиональной ориентации, которую в центре пересекает прямолинейная и к которой присоединяются 3 короткие улицы. Застройка двусторонняя, деревянная, усадебного типа. В 1987 году построены кирпичные дома на 50 семей, в которых разместились переселенцы из загрязнённых радиацией мест после катастрофы на Чернобыльской АЭС.

## История
По письменным источникам известна с начала XIX века как деревня в Копаткевичской волости Мозырского уезда Минской губернии. В 1811 году во владении графа Ходкевича. Обозначена на карте 1866 года, которая использовалась Западной мелиоративной экспедицией, работавшей в этих местах в 1890-е годы. В 1879 году обозначена как селение в Челющевичском церковном приходе. Согласно переписи 1897 года действовали в деревне часовня, хлебозапасный магазин; одноимённый застенок. В 1905 году открыта церковно-приходская школа, которая размещалась в наёмном крестьянском доме.
В 1931 году организован колхоз, деревня и застенок составили один населённый пункт. Во время Великой Отечественной войны партизаны разгромили опорный пункт, созданный здесь оккупантами. В 1943 году каратели частично сожгли деревню и убили 92 жителей. 85 жителей погибли на фронте. Согласно переписи 1959 года центр колхоза имени М. И. Калинина. Работали комбинат бытового обслуживания, лесничество, средняя школа, Дом культуры, детский сад, библиотека, отделение связи, фельдшерско-акушерский пункт, магазин.

## Население

### Численность
- 2004 год — 188 хозяйств, 444 жителя.

### Динамика
- 1811 год — 11 дворов.
- 1897 год — 52 двора, 313 жителей; в застенке 14 дворов, 80 жителей (согласно переписи).
- 1908 год — 60 дворов, 320 жителей.
- 1917 год — в деревне 418 жителей, в застенке 140 жителей.
- 1921 год — в деревне 97 дворов, 458 жителей, в застенке 29 дворов, 148 жителей.
- 1959 год — 647 жителей (согласно переписи).
- 2004 год — 188 хозяйств, 444 жителя.